# The Mighty Mighty Bosstones
The Mighty Mighty Bosstones (conocidos popularmente como The Bosstones) fueron una banda de ska punk estadounidense formada en la ciudad de Boston en 1983. Desde la fundación de la banda, el vocalista Dicky Barrett, el bajista Joe Gittleman, el saxofonista Tim Burton y el corista Ben Carr han permanecido como miembros constantes. La alineación también incluye al baterista Joe Sirois, al saxofonista Kevin Lenear, al guitarrista Lawrence Katz y al trombonista Chris Rhodes.
The Bosstones son citados frecuentemente como los precursores del género ska punk y los creadores del subgénero ska-core, una forma de música que mezcla elementos del ska con punk rock y hardcore punk. Desde el lanzamiento de su álbum debut en 1989 titulado Devil's Night Out, la banda ha realizado múltiples giras y grabado alguna cantidad de discos, siendo el más aclamado Let's Face It de 1997, que incluye el exitoso sencillo "The Impression That I Get". 
El 27 de enero de 2022 la banda anunció su separación a través de sus redes sociales.

## Músicos

### Miembros Principales
- Dicky Barrett - voz
- Joe Gittleman - bajo
- Tim "Johnny Vegas" Burton - saxofón
- Ben Carr - corista
- Joe Sirois - batería
- Kevin Lenear - saxofón alto
- Lawrence Katz - guitarra
- Chris Rhodes - trombón
- John Goetchius - teclados

## Historia
Lanzaron su álbum debut Devil’s Night Out en 1989, junto con el disco “Energy” de la banda Operation Ivy. Ambas bandas son reconocidas por impulsar el boom del ska-punk estadounidense que se produjo en la década siguiente.
A lo largo de la década de 1990 siguió una serie de álbumes ahora clásicos, y con Let’s Face It de 1997 y su sencillo característico “The Impression That I Get”, los Bosstones ayudaron a llevar el ska a una audiencia más amplia.
Incluso después de que la locura del ska-punk comenzara a desvanecerse a principios de este milenio, los Bosstones siguieron erguidos y lanzaron el subestimado A Jackknife to a Swan en 2002. Siguió su breve pausa y regresaron en 2007 para 4 álbumes más y giras constantes. El último fue When God Was Great de 2021. 

## Discografía

### Estudio
- Devil's Night Out (1989)
- More Noise and Other Disturbances (1992)
- Don't Know How to Party (1993)
- Question the Answers (1994)
- Let's Face It (1997)
- Pay Attention (2000)
- A Jackknife to a Swan (2002)
- Pin Points and Gin Joints (2009)
- The Magic of Youth (2011)